# 山田高敬
山田 高敬（やまだ たかひろ、1959年 - ）は、日本の国際政治学者。名古屋大学環境学研究科教授。東京都立大学名誉教授。専門は、グローバル・ガバナンス論（とくに地球環境問題）。

## 来歴
愛知県立中村高等学校卒業後、1982年上智大学法学部法律学科卒業、法学士。1984年上智大学大学院外国語学研究科国際関係論専攻修士課程修了、国際学修士。1992年カリフォルニア大学バークレー校大学院政治学研究科博士課程修了、Ph.D.（Political Science）。同年椙山女学園大学生活科学部社会生活学科講師。1993年椙山女学園大学生活科学部社会生活学科助教授。1995年東京工業大学工学部人文社会群助教授。1996年東京工業大学大学院社会理工学研究科価値システム専攻助教授。2000年上智大学外国語学部国際関係副専攻助教授。2004年東京都立大学法学部政治学科教授。2005年首都大学東京社会科学研究科法学政治学専攻政治学分野教授。2010年日本国際政治学会書評委員長。2015年名古屋大学大学院環境学研究科社会環境学専攻環境法政論講座教授、東京都立大学名誉教授。2017年日本学術会議連携会員。2020年日本学術会議国際政治学分科会委員長。2021年旭硝子財団研究助成選考委員。

## 著書

### 単著
- 『情報化時代の市場と国家――新理想主義をめざして』（木鐸社, 1997年）

### 共編著
- （大矢根聡）『グローバル社会の国際関係論』（有斐閣, 2006年、新版、2011年）

### 翻訳
- ダニエル・ドレズナー『ゾンビ襲来――国際政治理論で、その日に備える』、白水社、2012年

## 論文

### 雑誌論文
- 「科学的知識と新国際電気通信体制の起源」『椙山女学園大学研究論集』24巻1号（1993年）
- 「新国際電気通信体制の起源――国家による学習と体制変化」『国際政治』106号（1994年）
- 「国際レジーム形成に関する認識論的アプローチの可能性と限界――気候レジーム形成を事例として」『社会科学研究』50巻2号（1999年）
- 「国際電気通信サービス・レジームと情報経済のグローバル化」『国際問題』475号（1999年）
- "Explaining Japan's Neo-Classical Liberal Response to the WTO's Telecommunications Regime: A Social Constructivist Analysis" 『国際学論集』48号（2001年）
- 「グローバリゼーションと国民国家の変容――地球環境領域におけるガバナンスを求めて」『国際問題』497号（2001年）
- 「『複合的なガバナンス』とグローバルな公共秩序の変容――進化論的コンストラクティビズムの視点から」『国際政治』137号（2004年）
- 「共振する二つのトランスナショナリズムと世界銀行の組織変化」『国際政治』147号（2007年）
- 「環境に関する国際秩序形成――G8サミットの役割」『国際問題』572号（2008年）
- 「多国間制度の不均等な法化と私的権威の台頭」『国際法外交雑誌』107巻1号（2008年）

### 単行本所収論文
- 「地球環境領域における国際秩序の構築――国家の選好と知識」藤原帰一・李鍾元・古城佳子・石田淳編『国際政治講座（4）国際秩序の変動』（東京大学出版会, 2004年）
- 「北東アジアにおける核不拡散レジームの『粘着性』とその限界――米朝枠組み合意およびKEDOに関する構成主義的な分析」大畠英樹・文正仁編『日韓国際政治学の新地平――安全保障と国際協力』（慶應義塾大学出版会, 2005年）
- 「多国間主義から私的レジームへ──マルチステークホルダー・プロセスのジレンマ」大芝亮・古城佳子・石田淳編『日本の国際政治学（2）国境なき国際政治』（有斐閣, 2009年）